# Anel Hadžić
Anel Hadžić (Velika Kladuša, 16 agosto 1989) è un ex calciatore bosniaco, di ruolo centrocampista o difensore.

## Carriera

### Nazionale
Ha esordito in nazionale il 5 marzo 2014 nell'amichevole Egitto-Bosnia ed Erzegovina (2-0).

## Palmarès

### Club

#### Competizioni nazionali
- Coppa d'Austria: 1

Ried: 2010-2011
- Coppa d'Ungheria: 1

MOL Vidi: 2018-2019